# Draft 1975 de la NBA
1974 1976
La draft 1975 de la NBA est la 29e draft annuelle de la National Basketball Association (NBA), se déroulant en amont de la saison 1974-1975. Elle s'est tenue le 29 mai 1975 à New York. Elle se compose de 10 tours et 174 joueurs ont été sélectionnés,. En amont de la draft, les Kings de Kansas City-Omaha sont renommés en Kings de Kansas City.
Lors de cette draft, 18 équipes de la NBA choisissent à tour de rôle des joueurs évoluant au basket-ball universitaire américain, ainsi que des joueurs internationaux. Si un joueur quittait l’université plus tôt, il n'était pas éligible pour la draft jusqu’à ce que sa classe d’université ait obtenu son diplôme. Avant cette draft, vingt joueurs, dont 2 lycéens, ont été déclarés admissibles à la sélection en vertu de la "hardship rule", un cas similaire dans lequel Spencer Haywood a plaidé avec succès dans son procès contre la NBA, ce qui lui a permis de jouer en NBA avant que sa classe collégiale ne soit diplômée. Ces joueurs avaient présenté une demande et fourni des preuves de difficultés financières à la ligue, ce qui leur a accordé le droit de commencer à gagner leur vie en commençant leur carrière professionnelle plus tôt. Il s’agissait de la première ébauche où des sous-classes du collège ont été autorisés à entrer.
Les deux premiers choix de la draft se décident entre les deux équipes arrivées dernières de leur division l'année précédente, à l'issue d'un pile ou face. Les choix de premier tour restant et les choix de draft sont affectés aux équipes dans l'ordre inverse de leur bilan victoires-défaites lors de la saison 1974-1975.
David Thompson, de l'université de la Caroline du Nord, est sélectionné en premier choix par les Hawks d'Atlanta. Il est également sélectionné lors de la draft de l'ABA par les Squires de la Virginie, avant que les Squires n’échangent ses droits avec les Nuggets de Denver. Il choisit alors de rejoindre l’ABA avec les Nuggets avant d'arriver en NBA en 1976 après la fusion des deux ligues.
C'est Alvan Adams, sélectionné en 4e posiiton par les Suns de Phoenix, qui remporte le titre de NBA Rookie of the Year.
Elle a vu la sélection d'un joueur au Basketball Hall of Fame, en l'occurrence le premier choix, David Thompson, ainsi que la sélection de Joe Bryant en 14e choix, père de Kobe Bryant né trois années plus tard.

## Draft
| ^ | Signale un joueur qui a été intronisé au Basketball Hall of Fame                                                                |
| * | Signale un joueur qui a été sélectionné pour au moins un match annuel NBA All-Star Game et une récompense annuelle All-NBA Team |
| + | Signale un joueur qui a été sélectionné pour au moins un match annuel NBA All-Star Game                                         |
| R | Signale le joueur qui a remporté le titre de NBA Rookie of the Year                                                             |

### Premier tour
| Choix | Nom              | Position          | Nationalité | Équipe                                                                | Provenance                       |
| ----- | ---------------- | ----------------- | ----------- | --------------------------------------------------------------------- | -------------------------------- |
| 1     | David Thompson^  | Ailier Arrière    | États-Unis  | Hawks d'Atlanta (de La Nouvelle-Orléans)                              | Wolfpack de North Carolina State |
| 2     | Dave Meyers      | Ailier fort Pivot | États-Unis  | Lakers de Los Angeles                                                 | Bruins d'UCLA                    |
| 3     | Marvin Webster   | Pivot             | États-Unis  | Hawks d'Atlanta                                                       | Bears de Morgan State            |
| 4     | Alvan Adams+ R   | Ailier fort Pivot | États-Unis  | Suns de Phoenix                                                       | Sooners de l'Oklahoma            |
| 5     | Darryl Dawkins   | Pivot             | États-Unis  | 76ers de Philadelphie                                                 | Maynard Evans HS                 |
| 6     | Lionel Hollins+  | Meneur            | États-Unis  | Trail Blazers de Portland                                             | Sun Devils d'Arizona State       |
| 7     | Rich Kelley      | Ailier fort Pivot | États-Unis  | Jazz de La Nouvelle-Orléans (de Milwaukee)                            | Cardinal de Stanford             |
| 8     | Junior Bridgeman | Arrière Ailier    | États-Unis  | Lakers de Los Angeles (de Cleveland)                                  | Cardinals de Louisville          |
| 9     | Gene Short       | Ailier            | États-Unis  | Knicks de New York                                                    | Tigers de Jackson State          |
| 10    | Bill Robinzine   | Ailier fort       | États-Unis  | Kings de Kansas City (de Détroit via New York et La Nouvelle-Orléans) | Blue Demons de DePaul            |
| 11    | Joe Meriweather  | Ailier fort Pivot | États-Unis  | Rockets de Houston                                                    | Salukis de Southern Illinois     |
| 12    | Frank Oleynick   | Meneur            | États-Unis  | SuperSonics de Seattle                                                | Redhawks de Seattle              |
| 13    | Bob Bigelow      | Arrière Ailier    | États-Unis  | Kings de Kansas City                                                  | Quakers de Penn                  |
| 14    | Joe Bryant       | Ailier fort Pivot | États-Unis  | Warriors de Golden State (de Chicago)                                 | Explorers de La Salle            |
| 15    | John Lambert     | Ailier fort Pivot | États-Unis  | Cavaliers de Cleveland (de Golden State)                              | Trojans d'USC                    |
| 16    | Ricky Sobers     | Meneur            | États-Unis  | Suns de Phoenix (de Buffalo)                                          | Rebels d'UNLV                    |
| 17    | Tom Boswell      | Ailier fort Pivot | États-Unis  | Celtics de Boston                                                     | Gamecocks de la Caroline du Sud  |
| 18    | Kevin Grevey     | Arrière Ailier    | États-Unis  | Bullets de Washington                                                 | Wildcats du Kentucky             |

### Deuxième tour
| Choix | Nom              | Nationalité | Équipe                                                  | Provenance                       |
| ----- | ---------------- | ----------- | ------------------------------------------------------- | -------------------------------- |
| 19    | Bill Willoughby  | États-Unis  | Hawks d'Atlanta (de La Nouvelle-Orléans)                | Dwight Morrow HS                 |
| 20    | Gus Williams*    | États-Unis  | Warriors de Golden State (de Los Angeles)               | Trojans de l'USC                 |
| 21    | Bruce Seals      | États-Unis  | SuperSonics de Seattle (d'Atlanta)                      | Stars de l'Utah (ABA)            |
| 22    | Clyde Mayes      | États-Unis  | Bucks de Milwaukee (de Phoenix via La Nouvelle-Orléans) | Furman                           |
| 23    | World B. Free*   | États-Unis  | 76ers de Philadelphie                                   | Guilford                         |
| 24    | Cornelius Cash   | États-Unis  | Bucks de Milwaukee                                      | Falcons de Bowling Green         |
| 25    | Bob Gross        | États-Unis  | Trail Blazers de Portland                               | 49ers de Long Beach State        |
| 26    | Luther Burden    | États-Unis  | Knicks de New York                                      | Utes de l'Utah                   |
| 27    | Walter Luckett   | États-Unis  | Pistons de Détroit                                      | Bobcats de l'Ohio                |
| 28    | Dan Roundfield*  | États-Unis  | Cavaliers de Cleveland                                  | Chippewas de Central Michigan    |
| 29    | Jim Blanks       | États-Unis  | Rockets de Houston                                      | Runnin' Bulldogs de Gardner-Webb |
| 30    | Steve Green      | États-Unis  | Bulls de Chicago (de Seattle)                           | Hoosiers de l'Indiana            |
| 31    | Glenn Hansen     | États-Unis  | Kings de Kansas City                                    | Tigers de LSU                    |
| 32    | John Laskowski   | États-Unis  | Bulls de Chicago                                        | Hoosiers de l'Indiana            |
| 33    | Mel Utley        | États-Unis  | Cavaliers de Cleveland (de Golden State)                | Red Storm de Saint John          |
| 34    | Larry Fogle      | États-Unis  | Knicks de New York (de Buffalo via Chicago)             | Canisius                         |
| 35    | Allen Murphy     | États-Unis  | Suns de Phoenix (de Washington)                         | Cardinals de Louisville          |
| 36    | Jimmy Dan Conner | États-Unis  | Suns de Phoenix (de Boston)                             | Wildcats du Kentucky             |